# Арсений I Сремски
Арсений I Сремски или само Арсений Сремски, е вторият архиепископ на Сръбската православна църква след Свети Сава.

## Произход и религиозна дейност
Роден е в село Добър, близо до Сланкамен, в историческата област Срем, сега Войводина. Точната му дата и година на раждане не са известни.
Монах е още на млади години. Чувайки за делата на Свети Сава, отива при него в манастира Жича, където е ръкоположен за игумен, а по-късно и за архимандрит. Арсений е избран за сръбски архиепископ по волята на Свети Сава през 1233 година, преди второто и последно пътуване на основателя на сръбската православна църква до Йерусалим.
По време на унгарското нашествие от север в Рашка, с последвал палеж на православни църкви и манастири от католиците-унгарци, Свети Сава изпраща Арсений да намери на юг спокойно и подходящо място за архиепископската катедрала, и той се спира на Печ. Там съгражда църквата „Свети апостоли“, наречена впоследствие „Възкресение господне“. Фрески с неговия образ се пазят и до днес в църквата.
Арсений пътува заедно със Стефан Владислав до Търново, за да пренесат останките на Свети Сава в манастира Милешево. Той коронясва за крал Стефан Урош I, като ѝ съдейства за кралско благоволение за издигането на манастирите Сопочани и Градец.
Оттегля се поради тежка парализа от предводителството на сръбската църква през 1263 г. Почива на 28 октомври 1266 г. в Печ, и е погребан в съградения от него храм. Днес мощите му се пазят в манастира Ждребаоник до Даниловград в Черна гора. Житието и службата посветена на него са дело на Данило II.

## Памет
Сръбската православна църква отбелязва всяка година паметта на Арсений Сремски на 28 октомври стар стил, или на 10 ноември нов стил.